# R-kioski
R-kioski (фин. R-kioski Oy, известны в Эстонии, Латвии, Литве и Румынии как R-kiosk) — сеть магазинов (торговых киосков), основанная в Финляндии в 1910 году и в настоящее время приобретенная норвежской компанией Reitan Servicehandel.
Слоган компании — «Nopeaa ja mukavaa on asiointi» (Это быстрый и удобный магазин).

## История

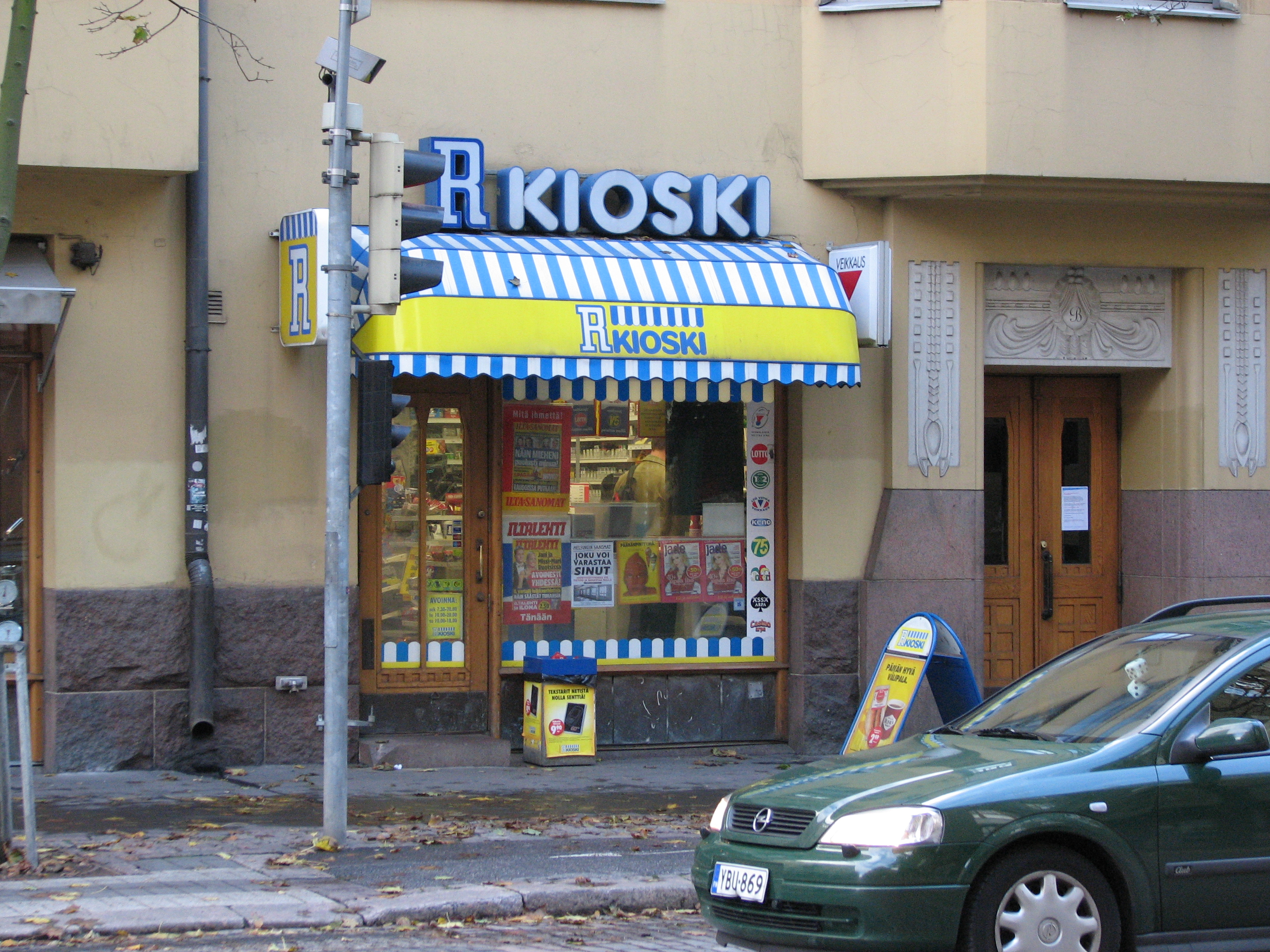
R-Kioski на Bulevardi

Торговая сеть возникла в 1910 году под наименованием Rautakirja и предполагала продажу книжной и газетной продукции ряда финских издательств в железнодорожных магазинах. Позднее ассортимент продаж был расширен, а в 1958 году магазины получили своё современное наименование — R-kioski.
С 2002 по 2012 годы норвежская компания Reitan Servicehandel вела переговоры о покупке сети магазинов R-kioski с финским концерном Sanoma, но сделка откладывалась из-за процессов слияния компаний Sanoma и WSOY (в настоящее время медиаконцерн SanomaWSOY).
5 марта 2012 года концерн SanomaWSOY продал свою торговую деятельность норвежцам, в связи с чем торговая марка Rautakirja перешла во владение Reitan Servicehandel. Стоимость сделки составила 130,7 миллиона евро, а новый владелец получил почти 2500 торговых точек R-kioski (вторая по численности марка в Европе).
В 2011 году оборот компании составил 375 млн евро (в 2010 — 398,4 млн евро).

## Распространение
В Финляндии действуют 723 магазина R-kioski, представляющих широкий спектр товаров: книги, журналы, табачные изделия, готовые блюда, закуски, безалкогольные напитки, а также пиво и сидр. Магазины R-kioski предоставляют также услуги по продаже лотерейных билетов, предоплате мобильных телефонов, лицензий на рыбалку, а также продажу билетов на общественный транспорт. Отдельные магазины имеют возможность продавать железнодорожные и автобусные билеты, оказывать почтовые услуги.

C конца апреля 2013 года граждане Финляндии могут получать заказанные по интернету паспорта в ближайшем к дому R-киоске.
Первый R-kiosk в Эстонии был открыт в 1993 году. К 2016 году насчитывается уже более 100 киосков по стране.
В Литве насчитывалось 30 магазинов (на 2016). Ряд киосков был открыт также в Латвии.